# Wahlkreis Meißen-Dresden Ost
Der Wahlkreis Meißen-Dresden Ost war ein Landtagswahlkreis in Sachsen, der zu den Landtagswahlen 1994  und 1999 existierte. Er hatte die Wahlkreisnummer 40. Das Wahlkreisgebiet umfasste Teile des vor der Kreisreform 1994 existierenden Landkreises Meißen und den gesamten damaligen Landkreis Dresden. Dieser sollte zum 1. August 1994 in einem geplanten Landkreis Meißen-Dresden aufgehen. Allerdings klagte der Landkreis Dresden vor dem Sächsischen Oberverwaltungsgericht gegen seine Auflösung. Da die Klage keinen Erfolg hatte, wurde der Landkreis zum 1. Januar 1996 aufgelöst. Das Wahlkreisgebiet wurde Teil des Landkreises Meißen, der allerdings bis zum 28. Februar 1997 die Bezeichnung Landkreis Meißen-Radebeul trug. Der Landkreis ging im Zuge der sächsischen Kreisgebietsreform 2008 im neuen Landkreis Meißen auf. Das Wahlkreisgebiet bestand zwischen 1994 und 1999 aus folgenden Städten und Gemeinden: Arnsdorf, Fischbach, Großdittmannsdorf, Großerkmannsdorf, Hermsdorf, Langebrück, Liegau-Augustusbad, Lomnitz, Medingen, Moritzburg, Niederau, Ottendorf-Okrilla, Promnitztal, Radeberg, Radeburg, Reichenberg, Schönborn, Steinbach, Ullersdorf, Wachau, Wallroda, Weinböhla und Weixdorf.
Nachfolger des Wahlkreises Meißen-Dresden Ost wurden 2004 die Wahlkreise  Meißen 2, Kamenz 1 und Kamenz 2 sowie Dresden 5, in den die nach Dresden eingemeindeten Ortschaften Schönborn, Steinbach und Weixdorf wechselten.

## Wahl 1999
Die Landtagswahl 1999 hatte folgendes Ergebnis:
| Direktkandidat     | Partei          | Erststimmen in % | Zweitstimmen in % |
| ------------------ | --------------- | ---------------- | ----------------- |
| Hans Geisler       | CDU             | 62,1             | 62,3              |
| Peter Adler        | SPD             | 13,2             | 8,7               |
| Bernd Rump         | PDS             | 20,4             | 18,4              |
| –                  | GRÜNE           | –                | 3,1               |
| Wolf-Dieter Eisold | FDP             | 1,9              | 1,2               |
| –                  | BüSo            | –                | 0,2               |
| –                  | DSU             | –                | 0,4               |
| –                  | GRAUE           | –                | 0,3               |
| –                  | REP             | –                | 1,0               |
| –                  | FP Deutschlands | –                | 0,0               |
| –                  | Pro DM          | –                | 2,3               |
| –                  | KPD             | –                | 0,1               |
| Matthias Paul      | NPD             | 2,3              | 1,7               |
| –                  | FORUM           | –                | 0,1               |
| –                  | PBC             | –                | 0,2               |

Es waren 62.799 Personen wahlberechtigt. Die Wahlbeteiligung lag bei 65,7 %. Von den abgegebenen Stimmen waren 1,2 % ungültig. Als Direktkandidat wurde Hans Geisler (CDU) gewählt. Er erreichte 62,3 % aller gültigen Stimmen.

## Wahl 1994
Die Landtagswahl 1994 hatte folgendes Ergebnis:
| Direktkandidat    | Partei          | Erststimmen in % | Zweitstimmen in % |
| ----------------- | --------------- | ---------------- | ----------------- |
| Hans Geisler      | CDU             | 61,4             | 62,6              |
| Peter Adler       | SPD             | 19,2             | 14,1              |
| Bernd Voigtländer | FDP             | 4,2              | 2,3               |
| –                 | GRÜNE           | –                | 4,3               |
| –                 | DSU             | –                | 0,9               |
| –                 | REP             | –                | 1,7               |
| –                 | FORUM           | –                | 0,8               |
| Andreas Schönherr | PDS             | 12,6             | 12,8              |
| –                 | SP              | –                | 0,4               |
| Matthias Gey      | Allianz Sachsen | 2,6              | –                 |

Es waren 53.375 Personen wahlberechtigt. Die Wahlbeteiligung lag bei 64,2 %. Von den abgegebenen Stimmen waren 1,5 % ungültig. Als Direktkandidat wurde Hans Geisler (CDU) gewählt. Er erreichte 61,4 % aller gültigen Stimmen.